# L'economia
L'economia è un libro di Ernesto Che Guevara. Il titolo originale spagnolo è "Che y la economia".

## Edizioni
- Ernesto Guevara, L'economia, Baldini Castoldi Dalai, 2004,  p. 152.